# 162035 Jirotakahashi
162035 Jirotakahashi è un asteroide della fascia principale. Scoperto nel 1995, presenta un'orbita caratterizzata da un semiasse maggiore pari a 2,5365990 UA e da un'eccentricità di 0,2144334, inclinata di 8,79831° rispetto all'eclittica.